# Lê Hồng Lâm
Lê Hồng Lâm (sinh năm 1977) là nhà phê bình điện ảnh Việt Nam.

## Tiểu sử
Lê Hồng Lâm sinh năm 1977 tại Quảng Trị. Tốt nghiệp khoa Báo chí, Đại học Quốc gia Hà Nội, Hồng Lâm từng làm phóng viên, biên tập viên văn nghệ của tuần báo Sinh viên Việt Nam và 12 năm làm thư ký tòa soạn của tạp chí Thể thao Văn hóa và Đàn Ông.

## Tác phẩm
- Xem chữ đọc hình (2005)
- Chơi cùng cấu trúc (2009)
- Cánh chim trong gió (2017)[4]
- 101 bộ phim Việt Nam hay nhất (2018)[5]
- Sự lưỡng nan của tình thế làm người (2018)[6]
- Người tình không chân dung (2020)[7][8]